# Prom Night (1980)
Prom Night é um filme de terror canadense estrelando Leslie Nielsen e Jamie Lee Curtis, dirigido por Paul Lynch. Foi filmado em Toronto, Ontário, Canadá de 7 de agosto até 13 de setembro de 1979. Foi oficialmente lançado em 12 de setembro de 1980. O filme teve mais três sequências nos 10 anos posteriores e foi refilmado em 2008.

## Sinopse
Um assassino mascarado persegue quatro adolescentes em seu baile de formatura para vingar a morte acidental de uma criança seis anos atrás.

## Elenco
- Leslie Nielsen como Sr. Raymond Hammond
- Jamie Lee Curtis como Kim Hammond
- Casey Stevens como Nick McBride
- Anne-Marie Martin como Wendy Richards
- Antoinette Bower como Sra.'Vi' Hammond
- Michael Tough como Alex Hammond
- Robert A. Silverman como Sr. Sykes
- Pita Oliver como Vicki
- David Mucci como O Assassino